# Husniddin Norbekov
Husniddin Norbekov (né le 23 mai 1987) est un athlète paralympique ouzbek atteint de paralysie cérébrale,. Il est champion paralympique aux Jeux paralympiques d'été de 2016 et de 2020. Il détient trois titres de champion du monde en para-athlétisme et est double champion des récents Jeux Paralympiques.

## Carrière
En 2008, il a commencé à s'engager dans le sport professionnel dans sa ville natale de Navoï. À partir de 2009, il a commencé à participer à des compétitions internationales en tant que membre de l'équipe nationale d'Ouzbékistan. En 2014, aux Jeux paralympiques d'été à Incheon, en Corée du Sud, il a remporté une médaille d'or. En 2015, lors des Championnats du Monde d'athlétisme handisport à Doha, au Qatar, il a remporté une médaille d'or au lancer de disque dans la catégorie F37 et a été récompensé d'une médaille de bronze au lancer de poids.
En 2016, lors des Jeux paralympiques d'été à Rio de Janeiro, au Brésil, il a remporté une médaille d'or au lancer de disque dans la catégorie F37, devenant ainsi un champion paralympique. Au lancer de poids, il a remporté une médaille de bronze dans sa catégorie aux Jeux Paralympiques. La même année, le président de l'Ouzbékistan, Shavkat Mirziyoyev, lui a décerné le titre de «Fierté de l'Ouzbékistan»,,.
En 2017, lors des Championnats du Monde d'athlétisme handisport à Londres, il a remporté une médaille d'or au lancer de disque et une médaille d'argent au lancer de poids. En 2018, lors des Jeux Para-Asiatiques à Jakarta, en Indonésie, il a remporté une médaille d'or. En 2019, lors des Championnats du Monde d'athlétisme handisport à Dubaï, aux Émirats arabes unis, il a remporté une médaille d'or et a établi un record du monde au lancer de poids avec un jet de 17,32 mètres dans la catégorie F37.
En 2020, lors des Jeux Paralympiques d'été à Tokyo, au Japon, il a remporté une médaille d'or au lancer de poids avec une distance de 16,13 mètres dans la catégorie F35, devenant ainsi champion paralympique pour la deuxième fois,. La même année, le président de l'Ouzbékistan, Shavkat Mirziyoyev, lui a décerné le titre de «Sportif Méritant de la République d'Ouzbékistan»,,,,.